# Sicily Island
Sicily Island es una villa ubicada en la parroquia de Catahoula en el estado estadounidense de Luisiana. En el Censo de 2010 tenía una población de 526 habitantes y una densidad poblacional de 353,2 personas por km².

## Geografía
Sicily Island se encuentra ubicada en las coordenadas 31°50′56″N 91°39′34″O / 31.84889, -91.65944. Según la Oficina del Censo de los Estados Unidos, Sicily Island tiene una superficie total de 1.49 km², de la cual 1.49 km² corresponden a tierra firme y (0.17%) 0 km² es agua.

## Demografía
Según el censo de 2010, había 526 personas residiendo en Sicily Island. La densidad de población era de 353,2 hab./km². De los 526 habitantes, Sicily Island estaba compuesto por el 34.22% blancos, el 64.07% eran afroamericanos, el 0% eran amerindios, el 0.19% eran asiáticos, el 0% eran isleños del Pacífico, el 0.19% eran de otras razas y el 1.33% pertenecían a dos o más razas. Del total de la población el 0.38% eran hispanos o latinos de cualquier raza.